# Rachel Félix
Rachel Félix (właśc. Elisabeth Félix, zwana Mademoiselle Rachel lub Rachel; ur. 21 lutego 1821 w Mumpf, zm. 3 stycznia 1858 w Le Cannet) – francuska aktorka teatralna, żyjąca pod koniec panowania Ludwika Filipa I i na początku rządów Napoleona III.
Urodziła się w wiejskiej karczmie, w niezamożnej rodzinie żydowskiej wędrownego handlarza Jakuba Felixa i jego żony Estery. Małżonkowie handlowali pasmanterią i mieli troje dzieci: Sarę, Rachelę i Rafaela. Rodzina Felix pochodziła z Alzacji, a więc Rachela od dzieciństwa władała i niemieckim, i francuskim oraz hebrajskim, który znała z nabożeństw w synagodze. Około 1831 cała rodzina znalazła się w Lyonie, gdzie mieszkała na poddaszu. Wszystkie dzieci śpiewały, deklamowały i tańczyły na ulicach pod kawiarniami i hotelami w celach zarobkowych. Pewnego dnia drobną, bosą i ubraną w podartą sukienkę Rachelę zauważył znany muzyk paryski Alexandre-Étienne Choron i poprosił ją, by coś zaśpiewała: dziewczynka zanuciła głębokim, tragicznym głosem jedną z hebrajskich pieśni religijnych. Pan Choron postanowił jej pomóc i skłonił rodziców do przeniesienia się do Paryża. Zamieszkali w dzielnicy żydowskiej, a Racheli Choron załatwił mecenasów, tak że mogła zacząć naukę śpiewu, deklamacji (uczyła się deklamacji z kamykami w ustach, tak jak Demostenes) oraz czytania i pisania, gdyż dotąd była analfabetką.
Od 17 roku życia Rachela występowała na scenie, najpierw w wodewilu i w mało znaczących rolach, ale krytycy teatralni zwrócili uwagę na jej talent. W 1838 r. przyjęto ją do sławnego teatru Comédie-Française, gdzie odniosła wielki sukces w tragedii Corneille’a „Horacjusz” w roli Kamili. Stała się gwiazdą, jednocześnie poznał ją Alfred de Musset i nawiązał z nią romans, ku wielkiej goryczy Aleksandra Walewskiego, który także się w niej głęboko zakochał.
Na scenie Rachela, występująca jako Rachel lub Mademoiselle Rachel, święciła gigantyczne sukcesy w różnych rolach w dramatach klasyków francuskich, jak Corneille i Racine. Największym jej triumfem była interpretacja roli Fedry w sztuce Racine’a (1842): obecny na premierze król Ludwik Filip osobiście udał się do garderoby divy, by jej pogratulować. Krytycy chwalili jej czystą i surową interpretację, bez patosu jej poprzedniczek, wspaniały głos, nienaganną dykcję, niezatarte wrażenie wywierała jej drobna i szczupła postać i ogromne, płonące oczy.
W życiu osobistym Rachel odznaczała się bardzo swobodnymi obyczajami (opowiadano o niej, że na premierze „Fedry” zapełniła pół parteru teatru swymi byłymi kochankami). Około roku 1842/43 rozpoczął się jej wielki romans z Aleksandrem Walewskim, który przez cały czas trwania związku musiał walczyć z jej „kokieterią” i tolerować jej sporadyczne już teraz spotkania z Mussetem lub synem Ludwika Filipa, księciem de Joinville. 3 listopada 1844 urodził się syn Racheli i Aleksandra, Aleksander Antoni Walewski. Ojcu nie przeszkadzało, że był w połowie Żydem i wnukiem wędrownych kramarzy, uznał go natychmiast i kochał bardziej od swych legalnych potomków. Rok później stosunki między Rachelą i Aleksandrem zaczęły się psuć, gdyż aktorka zapałała uczuciem do szesnastoletniego chłopca nazwiskiem Samson, syna dyrektora Comédie Française. Zerwanie między Rachelą a Walewskim nastąpiło w marcu 1847. W tym samym roku Aleksander poznał we Florencji hrabiankę Annę Marię Ricci i poślubił ją.
Po zerwaniu z Walewskim miała romans z Bertrandem, wnukiem generała Bertranda, który towarzyszył wraz z rodziną Napoleonowi w wygnaniu na Wyspie Św. Heleny, i urodziła syna Gabriela Wiktora w 1848, w tych latach miała też przelotny romans z Prezydentem – Księciem Ludwikiem Napoleonem – późniejszym Napoleonem III, a po nim z jego kuzynem ks. Napoleonem.
Zdrowie Racheli podkopały liczne podróże za granicę: do Rosji w latach 1853–1854 (i tam święciła triumfy), i do USA w 1855, gdzie jej sukcesy nie były tak wielkie z powodu niedostatecznej znajomości angielskiego. Jadąc do USA była już chora na gruźlicę. Po powrocie do Starego Świata udała się na kurację do Egiptu. W 1856 oddała syna Aleksandra Antoniego ojcu, który porozumiawszy się z żoną adoptował go (wychowany w wierze katolickiej chłopiec stał się przodkiem wszystkich dziś żyjących potomków Napoleona I). Ostatnie lata życia spędziła w Le Cannet w Południowej Francji, gdzie zmarła na gruźlicę w 37. roku życia. Na jej pogrzeb, który odbył się w żydowskiej kwaterze cmentarza Père-Lachaise, przybyło ok. 100 000 paryżan.